# Реки Люксембурга
Ниже приведён список рек Люксембурга.
Воды всех рек Люксембурга текут к Северному морю. Большинство — через Рейн, исключение составляет крайний юго-запад страны: бассейн реки Шьер является частью бассейна Мааса.
В списке реки, впадающие в море, расположены в алфавитном порядке. Реки, впадающие в другие реки, отсортированы по близости места впадения к морю. Некоторые реки (Маас, Рейн) не протекают по территории Люксембурга, но они упомянуты, так как в них впадают реки, протекающие по Люксембургу. Они выделены курсивом.
В скобках указан населённый пункт, возле которого река впадает в другую реку:
- Маас
  - Шьер (Базей, Франция)
- Рейн
  - Мозель (Кобленц, Германия)
    - Зауэр (Вассербиллиг)
      - Эрнц-Нуар (Грундхоф)
      - Белый Эрнц (Рейсдорф)
      - Оур (Валлендорф)
      - Блес (Беттендорф)
      - Альзет (Эттельбрюк)
        - Варк (Эттельбрюк)
        - Аттерт (Кольмар-Берг)
        - Айш (Мерш)
        - Мамер (Мерш)
        - Петрус (Люксембург)
        - Мес (Бергем)

      - Вильц (Гёбельсмюль)
        - Клерф (Койтенбах)

    - Сир (Мертерт)
    - Гандер (От-Кон[нем.], Франция)